# Son of a Preacher Man
"Son of a Preacher Man" är en sång inspelad av Dusty Springfield i september 1968 och presenterad på albumet Dusty in Memphis. Den skrevs av John Hurley och Ronnie Wilkins till Aretha Franklin, men hon tackade nej. När hon hörde Dusty Springfields tolkning spelade hon dock in låten. Då hade Springfields version redan blivit en hit. Aretha Franklins version kom 1970 med på albumet, This Girl's in Love with You, men i singelutgivningen hamnade den bara som B-sida till singeln "Call Me". 
Dusty Springfields version producerades av Jerry Wexler, Tom Dowd och Arif Mardin för hennes första album på skivmärket Atlantic och blev en internationell hitlåt med topplaceringen #10 i USA och #9 i Storbritannien 1968. Albumet Dusty in Memphis släpptes i stereo fastän singeln remixades och släpptes i mono. "Son of a Preacher Man" var hennes senaste top 10-listhit till dess att hon gick samman med Pet Shop Boys för singeln "What Have I Done to Deserve This?" 1987.

## Senare
Tidskriften Rolling Stone placerade låten på plats #77 bland The 100 Best Singles of the Last 25 Years 1987 samt #43 på Greatest Singles of All Time av New Musical Express 2002.
År 2004 hamnade den på tidskriften Rolling Stones lista The 500 Greatest Songs of All Time på placeringen #240.
Samplingar från "Son of a Preacher Man" användes på Cypress Hills "Hits from the Bong" på albumet Black Sunday 1993 och i Adil Omars "Known to Kick It"  2008. År 1994 kunde låten höras i en scen i filmen Pulp Fiction. I filmen användes den när Mia Wallace (spelad av Uma Thurman) låter Vincent Vega (spelad av John Travolta) vänta vid porttelefonen. Filmmusiken nådde en 21:a-plats på Billboard 200, och sålde vid den tiden platina (100 000 exemplar) enbart i Kanada. och totalt såldes den i över två miljoner exemplar  och nådde topplaceringen #6 på listorna enligt Sound Scan. Quentin Tarantino har citerats på "Collectors Edition" av Pulp Fiction på DVD med att troligtvis inte gjort scenen om han inte använt låten. Låten hörs också i filmen Enron: The Smartest Guys in the Room, under en scen med Kenneth Lay, tidigare VD för Enron och sonen till en baptistpastor. 2008 i ett avsnitt av The Office vid namn "Baby Shower", syns Jan Levinson, spelad av Melora Hardin, sjunga "Son of a Preacher Man" som vaggvisa till nyfödda dottern Astrid.

## Andra inspelade versioner
Countrysångaren Peggy Little spelade 1969 in låten med topplaceringen #40 på Billboards countrylistor.  
Covers på låten som använts som albumspår har gjorts av bland andra Skeeter Davis, Tina Turner, Bobbie Gentry, Liza Minnelli, Jan Howard, and Nancy Wilson.
Tanya Tucker spelade 1975 in en version på albumet Tanya Tucker.
Kanadensiska countrybandet Farmer's Daughter fick 1995 in sin version på topplaceringen #35 på RPM:s lista Country Tracks.
En liveversion av Joan Osborne låg 1996 på albumet Early Recordings.
Cam Clarke spelade in låten 1999.
Australien-födda countrysångaren Sherrié Austin släppte också en cover, med topplaceringen #46 på amerikanska Billboards countrylistor 2004.
Sina från Schweiz spelade in låten på schweizertyska 1994 under titeln "Där Sohn vom Pfarrär"
Låten tolkades också av Katey Sagal för ett avsnitt av TV-serien Sons of Anarchy.
Hank Marvin tolkade år 2000 låten på albumet Marvin at the Movies.
Låten tolkades också av tyska sångerskan Sarah Connor (på albumet Soulicious), Jessica Simpson (för Early Show) och Joss Stone.
R&B-soultrion Honey Cone spelade 1971 in låten på albumet Sweet Replies.
Sylvia Vrethammar spelade in låten på svenska under titeln "En lärling på våran gård", vilken släpptes på singel 1969  samt låg på Svensktoppen samma år. 

## Listplaceringar, Dusty Springfield
| Lista (1968-1969) | Topplacering           |
| ----------------- | ---------------------- |
| Australien        | 5 (Go Set)             |
| Danmark           | 8 (DR "Top Ti")        |
| Irland            | 11                     |
| Kanada            | 11 (RPM)               |
| Nederländerna     | 4                      |
| Nya Zeeland       | 7 (NZ Listner)         |
| Schweiz           | 3                      |
| Storbritannien    | 9                      |
| Sverige           | 12 (Kvällstoppen)      |
| Sverige           | 6 (Tio i topp)         |
| USA               | 10 (Billboard Hot 100) |
| Västtyskland      | 38                     |
| Österrike         | 10                     |